# Иван Мркић
Иван Мркић (Београд, 30. мај 1953) српски је дипломата. Мркић је бивши министар спољних послова Србије и амбасадор у Кипру и Јапану.

## Биографија
Дипломирао је 1977. на правном факултету у Београду. Од 1978. је у служби Савезног секретаријата за иностране послове.
Од 1979. до 1982. ради као референт у управи за међународне односе Савезног секретаријата спољних послова, а од 1982. до 1986. као политички аташе у југословенској мисији при УН.
Био је саветник, потом помоћник начелника Управе у Сектору за мултилатералне активности, учесник заседања Генералне скупштине УН, члан делегације на Деветој конференцији Покрета несврстаних у Београду 1989. У звању министра саветника у Мисији Југославије земље у Бриселу, тада Европска заједница, налазио се од 1990. до 1992. године. Учествовао је у раду Конференције о бившој Југославији у Хагу и Бриселу, 1991—1992.
У јавности је постао познат као шеф кабинета председника Савезне Републике Југославије, Добрице Ћосића, у периоду 1992—1993.
Године 1993. постављен је на функцију отправника послова амбасаде на Кипру, да би затим постао амбасадор СРЈ у Никозији. На Кипру је остао до 1999. када је постао заменик шефа за билатералу да би током 2000. и 2001. био руководилац сектора за билатералу и помоћник савезног министра за иностране послове. Од 2004. године налази се у Групи амбасадора за специјалне и ад хок послове у Министарству спољних послова тадашње СЦГ. Потом 2005. постаје председник Националне комисије за спровођење Конвенције о забрани хемијског оружја.
Од 2006. до 2011. године борави у Токију, као амбасадор Србије у Јапану. Коаутор је књиге Мали водич кроз историју српско-јапанских односа (2011). Државни секретар Министарства спољних послова Србије постао је 2011. године. Изабран је за министра спољних послова на предлог Српске напредне странке као нестраначка личност.
Владе Србије га је у два наврата — 2017. и 2020. — именовала за члана Националног савета за координацију сарадње с Руском Федерацијом и Народном Републиком Кином.
Члан је Надзорног одбора Југословенског речног бродарства АД.
Мркић је реизабран за председника Комисије за међународну спортску сарадњу Олимпијског комитета Србије 2021. године.
Године 2020. Мркић је преузео дужност члана Уређивачког одбора часописа Напредак, као главни уредник за међународне односе. WanLi Think Tank (Пекинг, Кина) поставио га је за директора за међународне односе.
Предаје на домаћим и страним универзитетима и институцијама.
Влада Јапана га је одликовала Орденом излазећег сунца са великом лентом 2018. године.
Говори енглески и француски језик. Са супругом Ивоном има два сина.